# 漁港的肉子
《漁港的肉子》是日本作家西加奈子的兒童小說，由幻冬舍於2011年8月31日發售。截至2021年1月，銷量已超過35萬本。

## 故事概要
故事以北陸地方的某座漁港為主要舞台，描述被人們稱作「肉子」的女人「菊子」和女兒「喜久子」的日常生活，以及母女倆與週遭人事物交集的故事。

## 登場角色
肉子（聲：大竹忍）
本作主角。本名「菊子」，但因為長得胖，大家都叫她「肉子」。38歲，個性樂天但容易受騙，年輕時期被不同的男人欺騙情感，輾轉居住過幾個城市後，與喜久子定居漁港小鎮。
喜久子（聲：Cocomi）
肉子的女兒。11歲，故事的主要敘事者，個性相較同齡孩子懂事。
二宮（聲：花江夏樹）
喜久子的同學。
美羽（聲：吉岡里帆）
肉子的親友。
達妮西亞（聲：貴婦松子）
靈媒師。
瑪麗亞（聲：石井泉）
喜久子的好友。
老佐（聲：中村育二）
燒肉店大將。
壁虎（聲：下野紘）
蜥蜴（聲：下野紘）

## 出版書籍
| 卷數 | 幻冬舍        | 幻冬舍                 | 圓神出版社   | 圓神出版社             |
| 卷數 | 發售日期      | ISBN                   | 發售日期     | ISBN                   |
| ---- | ------------- | ---------------------- | ------------ | ---------------------- |
| 全   | 2011年8月31日 | ISBN 978-4-344-02049-8 | 2017年3月3日 | ISBN 978-986-133-607-7 |

## 劇場動畫
2021年1月1日，宣佈將於2021年初夏上映《漁港的肉子》改編劇場動畫。該片由渡邊步執導，大島里美編劇，明石家秋刀魚企劃及製片。2021年1月2日，在節目《新春大賣！秋刀魚的部屋》中宣佈花江夏樹將在電影中出演重要角色。電影版於2021年6月11日上映。

### 製作人員
- 企劃、製片人：明石家秋刀魚
- 原作：西加奈子
- 導演：渡邊步
- 劇本：大島里美
- 人物設計、總作畫導演：小西賢一
- 動畫製作：STUDIO 4℃
- 製作：吉本興業
- 發行商：Asmik Ace

### 主題曲
- 主題曲

「イメージの詩」
作詞、作曲：吉田拓郎
編曲：武部聰智
演唱：稲垣来泉
- 片尾曲

「たけてん」
作詞、作曲：GReeeeN
演唱：GReeeeN

### 評價
《漁港的肉子》電影版在IMDb 獲得平均6.7（滿分10分）的評比分數。

### 獎項
- 第25屆幻想曲國際電影祭AXIS部門今敏獎《審査員特別賞》[9]

- 第23屆富川國際動畫電影節 韓國卡通動畫學會特別獎

- 蘇格蘭愛動漫影展 評審團獎[10]

- 第25屆文化廳媒體藝術節動畫科優秀獎[11]

- 第46屆報知電影賞 動畫作品賞[12]

- 第45屆日本電影學院獎 優秀動畫作品賞[13]

- 摩洛哥王國第20屆梅克內斯國際動畫電影節（FICAM） 長片動畫國際競賽類別 觀眾獎、少年評審團獎

- 2023年 第1屆新潟國際動畫電影節 大川＝蕗谷獎 （與《鬼滅之刃劇場版 無限列車篇》、《THE FIRST SLAM DUNK》、《劇場版 咒術迴戰 0》、《犬王_(動畫電影)》並列獲獎）[14]

除此之外，《漁港的肉子》也入圍第94屆奧斯卡金像獎最佳動畫片的初選名單，但未能進入決選名單。本片還在第49屆安妮獎被提名安妮獎最佳動畫片獎 (獨立製作)，但最終該獎項由《漂浪人生》取勝。

## 外部連結
漫畫
- 官方网站（日語）

劇場動畫
- 官方网站（日語）
- 漁港的肉子的X（前Twitter）（日語）